# Nancy Walker
Nancy Walker (* 10. Mai 1922 in Philadelphia als Anna Myrtle Swoyer; † 25. März 1992 in Studio City, Kalifornien) war eine US-amerikanische Schauspielerin und gelegentliche Regisseurin.

## Leben und Karriere
Als Tochter der Vaudeville-Künstler Dewey Barto (1896–1973) und Myrtle Flemming Lawler war Nancy Walker seit frühester Jugend mit dem Showgeschäft vertraut. In den 1930er-Jahren trat sie in mehreren Radioprogrammen auf. Ihr Broadway-Debüt feierte die nur 1,50 Meter große Walker 1941 in dem Musical Best Foot Forward. Der Theaterproduzent George Abbott war von ihrem Talent begeistert und baute deshalb ihre Rolle von fünf Zeilen auf eine der Hauptrollen aus. Die Verfilmung von Best Food Forward in Hollywood bedeutete 1943 zugleich Walkers Filmdebüt. Mit ihrer kleinen Gestalt, roten Haaren und einem markanten Gesicht spielte sie niemals – wie sie es ausdrückte – „graue Charaktere“, sondern meistens exzentrische, lautmäulige, gesprächige oder skurrile Figuren, die das Publikum zum Lachen bringen konnten. Sie selbst äußerte dazu 1976 in einem Interview:
„Ich verstehe es selbst nicht, aber ich habe diese Wirkung auf Leute, dass sobald ich die Bühne betrete, sie anfangen zu lachen.“
(I don’t understand it myself, but I have this effect on people, so when I walk onstage, they start laughing.)
Sie erhielt einen Studiovertrag bei Metro-Goldwyn-Mayer, der aber nach nur drei Filmen im Jahr 1944 wieder aufgelöst wurde, da man wenig Beschäftigung für die ungewöhnliche Charakterkomikerin fand. Am Broadway feierte sie dagegen Erfolge, unter anderem 1944 mit der Rolle der resoluten Taxifahrerin Hildy in der Originalproduktion von Leonard Bernsteins On the Town und 1948 in der Hauptrolle des Musicals Look, Ma, I’m Dancin’. Sie wurde für ihre Darbietungen in den Musicals Phoenix ’55 und Do Re Mi in den Jahren 1956 und 1960 jeweils für den Tony Award nominiert. Als in den 1960er-Jahren die Bühnenrollen nachließen, wandte sich Walker verstärkt dem Medium Fernsehen zu. Bereits in den 1950er-Jahren hatte sie erste Fernsehauftritte absolviert.
Bei Fernsehzuschauern beliebt machten Nancy Walker in den 1970er-Jahren vor allem zwei schräge Rollen in Fernseh-Sitcoms: als Dienstmädchen Edith in McMillan & Wife sowie als jüdische Mutter Ida Morgenstern in Mary Tyler Moore und dem Spin-off Rhoda. Besondere Bekanntheit erlangte sie auch durch ihre Verkörperung der „Rosie“ in diversen Werbespots für Küchenrollen der Firma Bounty. Eigene Serienprojekte mit Walker als Headlinerin wie beispielsweise die Nancy Walker Show waren hingegen weniger erfolgreich und wurden nach kurzer Zeit eingestellt. Ihre im deutschsprachigen Raum vielleicht bekannteste Rolle spielte sie 1976 in dem Krimikomödien-Klassiker Eine Leiche zum Dessert (1976) als stumme Köchin Yetta. In ihrer Laufbahn wurde sie achtmal für den Emmy nominiert (ohne ihn je zu gewinnen); die letzte Nominierung erhielt sie für die Verkörperung der Tante Angela in einer Gastrolle der Serie Golden Girls. Von 1990 bis zu ihrem Tod hatte sie eine der Hauptrollen in der Sitcom Alles total normal – Die Bilderbuchfamilie.
In den 1970er- und 1980er-Jahren trat Walker auch gelegentlich als Regisseurin in Erscheinung und inszenierte Theaterproduktionen sowie einige Folgen von verschiedenen Fernsehserien, darunter Mary Tyler Moore und Rhoda. Der Musikfilm Supersound und flotte Sprüche aus dem Jahr 1980 über die fiktive Entstehungsgeschichte der Village People war ihr einziger Spielfilm, den sie als Regisseurin drehte.
Nancy Walker war langjährige Raucherin und starb im März 1992 im Alter von 69 Jahren an Lungenkrebs. Sie war zweimal verheiratet: von 1948 bis 1949 mit dem Schauspieler Gar Moore, und von 1951 bis zu ihrem Tod mit dem Gesangslehrer David Craig. Aus letzterer Ehe hatte sie eine Tochter namens Miranda.

## Filmografie (Auswahl)
- 1943: Best Foot Forward
- 1943: Girl Crazy
- 1944: Broadway Rhythm
- 1954: Das blonde Glück (Lucky Me)
- 1970–1971: Lieber Onkel Bill (Family Affair, Fernsehserie, sechs Folgen)
- 1970–1973: Mary Tyler Moore (Fernsehserie, drei Folgen)
- 1971–1976: McMillan & Wife (Fernsehserie, 32 Folgen)
- 1972: Jede Stimme zählt (Stand Up and Be Counted)
- 1973: Big Boy – Der aus dem Dschungel kam (The World’s Greatest Athlete)
- 1973: Vierzig Karat (40 Carats)
- 1974: Bluff am Donnerstag (Thursday’s Game)
- 1974–1978: Rhoda (Fernsehserie, 42 Folgen)
- 1976: Won Ton Ton – der Hund, der Hollywood rettete (Won Ton Ton: The Dog Who Saved Hollywood)
- 1976: Eine Leiche zum Dessert (Murder by Death)
- 1976–1977: The Nancy Walker Show (Fernsehserie, 13 Folgen)
- 1977: Blansky's Beauties (Fernsehserie, 13 Folgen)
- 1979–1982: Love Boat (Fernsehserie, drei Folgen)
- 1980: Supersound und flotte Sprüche (Can’t Stop the Music, als Regisseurin)
- 1982: Trapper John, M.D. (Fernsehserie, eine Folge)
- 1983: Fame – Der Weg zum Ruhm (Fernsehserie, eine Folge)
- 1986: Die Fälle des Harry Fox (Fernsehserie, eine Folge)
- 1987: Golden Girls (Fernsehserie, zwei Folgen)
- 1987–1988: Mama’s Boy (Fernsehserie, sechs Folgen)
- 1990: Columbo: Schleichendes Gift (Uneasy Lies the Crown, Fernsehreihe)
- 1990–1992: Alles total normal – Die Bilderbuchfamilie (True Colors, Fernsehserie, 45 Folgen)